# 厚生労働省パワハラ相談員パワハラ事件
厚生労働省パワハラ相談員パワハラ事件（こうせいろうどうしょうパワハラそうだんいんパワハラじけん）は、2017年4月26日に厚生労働省で発生した公務災害事件。

## 概要
パワハラの防止を所掌事務とする厚生労働省において、省内のパワハラ防止のため配置された「パワハラ相談員」である上司（以下「加害者」）がパワハラを行い、部下の男性（以下「被災者」）を不安障害・うつ病に罹患させた。
加害者は被災者に対し「つぶしてもいいの？」「死ねっつったら死ぬのか」「は？意味わかんねえっつってんだよ！」「何様のつもりだお前は！」等の暴言や公衆の面前での罵倒、無視等を繰り返しつつ、月130時間以上に及ぶ恒常的な長時間労働に従事させ、業務負担の軽減等の措置もとらなかった。
被災者は外部通報窓口や産業医を通じ、パワハラや過重労働の事実、職場環境の改善を訴えたが、功を奏しないまま休職に至り、不安障害・うつ病を理由に厚生労働省を退職した。
厚生労働省は2021年3月2日付で被災者に公務災害補償通知書を送付し、公務員の労災に当たる「公務災害」に認定した。
事件が報道された時点（2021年3月26日）で事件発生から4年近く経過していたものの、厚生労働省は被災者に対し補償の見通しを示さないまま、同人が休職中に受領した傷病手当金の返還を求めた。
なお、厚生労働省は報道関係者からの問い合わせに対し「個別の案件には答えられない」と述べている。

## 公務災害の発生経緯
被災者は、2017年3月末時点で勤務年数の浅い職員であった。2017年3月末に異動の命令を受け、厚生労働省の繁忙部署に配属された。
以後、被災者は直属の上司であり、かつパワハラ相談員でもある加害者から、ひどい嫌がらせ・いじめを受けるようになった。

### パワハラの具体的内容
被災者が加害者から受けたパワハラの具体的内容は下記のとおりである。

#### 暴言
- 「つぶしてもいいの？」

2017年3月下旬、加害者は着任の挨拶に来た被災者に対し、開口一番「つぶしてもいいの？」と威圧的な発言をした。
その他、下記のような威圧的な発言を繰り返した。
- 「死ねっつったら死ぬのか」
- 「は？意味わかんねえっつってんだよ！」
- 「何様のつもりだお前は！」

#### 無視
加害者は、被災者が挨拶や業務のために話しかけても、無視を繰り返していた。

#### 公衆の面前での罵倒
加害者は、威圧的な態度に耐えつつ資料の説明をしようとする被災者に対し、執務室中に響き渡る大声で罵倒した。

#### 過重な業務の強要
被災者は事件当時、厚生労働省の中でも特に繁忙な部署に所属し、かつ、業務の中でも特に多忙な国会業務に従事していた。
これは、組織再編が行われた直後であり、当該部署の所掌事務の範囲が倍増する一方、被災者と同様の業務にあたる人員が削減されたことに起因する。
加害者は、所掌事務の拡大と人員削減に伴う部下の負担増を認識していた、あるいは認識できる立場にあったが、被災者に対する配慮や負担の軽減といった措置を講じず、暴言や無視、公衆の面前での罵倒等を行っていた。
これにより、被災者は上記のパワハラを受けつつ、多いときには月130時間以上に及ぶ恒常的な長時間労働に従事していた。

### パワハラの異常性
厚生労働省はパワハラ対策を所掌事務としている。事件当時、加害者は厚生労働省の管理職であり、職場内のパワハラ防止を職責とするパワハラ相談員であった。
パワハラ対策を所掌事務とする厚生労働省のパワハラ相談員がパワハラを行ったという事実、上記のパワハラの態様等から、パワハラの異常性が世間の注目を浴びた。

### 長時間労働の実態
被災者は、1月あたり130時間超の残業を強いられるなどしており、精神疾患の病状は日々増悪していった。
2017年12月から2018年11月の１年間にかけての残業時間の合計は932時間14分であった。
これは2019年2月に制定された超過勤務の上限規制（原則として1年間の合計で360時間。人事院規則15ー14第16条の2の2第1項第1号イ（2）参照）を大幅に超過するものであった。
なお、被災者によれば、実態と比して過少な超過勤務手当（残業代）しか支払われておらず、事件が報道された2021年3月26日時点においても、未だ厚生労働省から実態に即した超過勤務手当の支払いはされていないとのこと。

### 被災者の疾病の状況

#### 不安障害・うつ病
被災者は、加害者によるパワハラや過重労働により吐き気、震え、胸の苦しさ、希死念慮に苛まれ、対人関係に恐怖を覚えるようになり、不安障害・うつ病を発症するに至り、その病状は日々増悪していった。

#### 勤務中に失神
2018年4月26日、被災者は勤務中に激しい腹痛に見舞われ、執務室内で失神した。
後日、被災者が病院で検査を受けたところ、ストレスを原因とする迷走神経反射による失神と診断された。

### 厚生労働省の対応
被災者は、加害者本人がパワハラ相談員であったことから、パワハラの事実を相談できずにいた。
その後、被災者は外部通報窓口である弁護士や産業医を通じてパワハラの事実や過重労働を訴えたが、功を奏しなかった。

#### 外部通報窓口の対応
2017年4月26日、被災者は厚生労働省の外部通報窓口である弁護士にパワハラの事実を相談したところ、同弁護士は「パワハラの疑いが濃い」との見解を示した。
後日、同弁護士を通じて厚生労働省大臣官房人事課（以下「人事課」）と被災者の間で面談が行われた。

#### 人事課の対応
2017年5月10日、被災者は人事課に対し、パワハラの異常性、加害者から報復を受けることが怖いこと、加害者と同じ部屋にいるだけで激しい動悸・吐き気や指・声の震えなどの症状が出ること、加害者との関係修復は不可能であること等を訴えた。
被災者の訴えに対する人事課の回答は下記の通りであった。
- 「パワハラを受けても、別に殺されるわけじゃないんだし」
- 「民間に勤めるよりも国家公務員は安定してるんだから、それを考えれば大したことはないだろう」
- 「誰でもそういう経験はするし、自分もそういう経験あるし、どうせ１〜２年で異動になるのだから我慢できるんじゃないか」
- 「加害者を他部署に異動させることはできない」

その後、人事課から特段の対応はなされなかった。

#### 10回に及ぶ産業医らとの面談
被災者は2017年4月26日から休職に至る2018年末頃まで、合計10回に渡り厚生労働省の産業医らを通じ、パワハラの事実や業務の過重を訴えていた。
また、被災者が厚生労働省において受診したストレスチェックや健康診断の結果からも、被災者の心身に負担がかかっていることは明らかであった。
2018年3月、産業医らは被災者に対し精神科への継続的な通院をすすめた。
以降、被災者は精神科に通院・服薬を続けるようになった。

#### 産業医らの意見に対する厚生労働省の対応
この間、産業医らは厚生労働省の人事担当者に対し、被災者の心身の状態が深刻な状態であること、業務負担の軽減が必要であることを伝えていた。
厚生労働省からの回答は下記の通りであった。
- 「（被災者の業務負担の軽減は）できない」

その後、厚生労働省から特段の対応はなされなかった。

## 公務災害の申出から認定までの経緯

### 厚生労働省による教示の欠如
2020年2月、被災者は厚生労働省に対し、上記精神疾患は公務上の災害によるものとして災害補償を受けたい旨の意思表示をし、同年3月、公務上の災害の申出書（以下「申出書」）を提出した。
申出書にはパワハラや過重な業務、それまでの厚生労働省の対応に関する証拠、診断書、残業時間の記録などの資料が含まれていた。
なお、「職員が公務上の災害又は通勤による災害を受けた場合においては、実施機関は、補償を受けるべき者に対して、その者がこの法律によつて権利を有する旨をすみやかに通知しなければならない」（国家公務員災害補償法第8条）とされている。
厚生労働省は被災者に対し、災害補償について教示したことはなかった。

### 認定までの期間
公務災害に対する補償は「迅速かつ公正」に行う必要がある（国家公務員災害補償法第1条第1項）。
被災者が最初に災害補償を申し出た2020年2月から、公務上の災害であるとの認定がされた2021年3月2日に至るまで1年以上、事件発生から起算すると約4年が経過していた。

## 公務災害の認定後における厚生労働省の対応
事件が明らかになった2021年3月26日時点において、厚生労働省からは国家公務員災害補償法に基づく補償の具体的な額・時期等について見通しは示されておらず、被災者は、休職中に受け取った傷病手当金の返還を求められている。
厚生労働省による上記一連の対応について、被災者は「いくらなんでもひどすぎる。労働行政を司る省だとは思えない」と語った。

## 加害者に対する懲戒処分
2021年3月29日、厚生労働省は、加害者を減給1月の懲戒処分に付した。